# Cees van der Aa
Pour les articles homonymes, voir Van der Aa.
Cornelis (Cees) Johannes van der Aa, né le 14 juillet 1883 à Almelo et mort le 31 juillet 1950 dans la même commune, est un peintre et marchand d'art néerlandais.

## Biographie
Cees van der Aa naît en 1883. Il étudie en Italie, en Allemagne, en Suisse et en Autriche. Il développe un style dans la tradition des peintres de l'école de La Haye. Il vit et travaille à Almelo, où il tient une galerie d'art dans la Grotestraat (où se trouve aujourd'hui la boutique de Blokker). Il devient le peintre d'Almelo et des paysages de landes qui l'entourent, mais peint aussi des natures mortes. Il est considéré comme un épigone de l'école de La Haye. 
Il meurt en 1950.